# Oskar Eichentopf
Oskar Albert Eichentopf (* 26. Oktober 1889 in Jena; † 8. April 1968 in Bremen) war ein deutscher Politiker der Kommunistischen Partei Deutschlands (KPD) und Widerstandskämpfer gegen den Nationalsozialismus. Er war 1919 und von 1930 bis 1933 Abgeordneter der Bremischen Bürgerschaft.

## Leben
Eichentopf erlernte nach der Volksschule den Beruf des Drehers und kämpfte als einfacher Soldat im Ersten Weltkrieg. Nach dem Krieg zog er von Jena nach Bremen und wurde 1919 Mitglied der KPD. Eichentopf unterstützte die kurzzeitig existierende Bremer Räterepublik und wurde noch 1919 Abgeordneter der Bremischen Bürgerschaft. Nach der Niederschlagung der Räterepublik wurde Eichentopf Funktionär beim Rotfrontkämpferbund (RFB) und war ab 1925 Leiter der Roten Marine in Bremen. Von 1930 bis zur Machtübernahme der Nationalsozialisten und dem Verbot kommunistischer Betätigung im März 1933 war er erneut Abgeordneter der Bürgerschaft.
Eichentopf engagierte sich auch in der Illegalität für die KPD und gehörte ab Februar 1933 der nunmehr illegalen Bezirksleitung Bremen an. Am 21. Juni 1933 wurde er verhaftet und im November desselben Jahres zu 18 Monaten Gefängnis verurteilt. Nach seiner Freilassung im Januar 1935 war er bei der Schiffswerft AG Weser angestellt und war Mitglied einer kleinen Widerstandsgruppe, der neben ihm unter anderem Leo Drabent, Lutz Bücking und Gustav Böhrnsen angehörten. Am 1. September 1939 wurde Eichentopf erneut festgenommen und bis zum 21. März 1940 in sogenannter „Schutzhaft“ im KZ Sachsenhausen festgehalten. Am 14. Mai 1942 wurde Eichentopf erneut festgenommen, am 1. Juni des Jahres wieder entlassen. Vom 22. August 1944 bis Ende Oktober 1944 war er im  Arbeitserziehungslager Bremen-Farge gefangen, danach in Polizeihaft in Bremen. Eichentopf überlebte den Todesmarsch zur Lübecker Bucht. Am 14. April 1945 kam er auf freien Fuß.
Nach dem Ende des Zweiten Weltkriegs gehörte Eichentopf der Bremer Kampfgemeinschaft gegen den Faschismus an, einer antifaschistischen Sammelbewegung die von Hermann Wolters und Adolf Ehlers geleitet wurde. Er wurde wieder Mitglied der KPD und war zuletzt für das Bremer Landesamt für Wiedergutmachung tätig.